# 皮法爾 (紐約州)
皮法爾（英語：Piffard）是位於美國紐約州利文斯頓縣的普查規定居民點。

## 人口
根據2020年美國人口普查的數據，皮法爾的面積為2.42平方千米，皆為陸地。當地共有人口208人，而人口密度為每平方千米85.95人。